# Thổ cải
Thổ cải (土改; đánh vần: Tǔgǎi) là phong trào tiêu diệt giai cấp địa chủ và phân phát lại ruộng đất từ cuối Nội chiến Trung Quốc đến đầu thời Cộng hòa Nhân dân, do lãnh tụ Đảng Cộng sản Trung Quốc Mao Trạch Đông phát động.
Giai cấp chứ không phải chủng tộc là mục tiêu của chiến dịch, gọi là "diệt giai" tức diệt tuyệt giai cấp. Trong 30 năm thay đổi kinh tế xã hội vào thời Mao, giai cấp địa chủ bị xóa bỏ, lúc cải cách xong hoặc đã bị xóa bỏ ở đại lục, hoặc đã chạy trốn đến Đài Loan. Năm 1953, ở Trung Quốc chỉ còn Tân Cương, Tây Tạng, Thanh Hải, và Tứ Xuyên là những vùng mà cải cách ruộng đất chưa hoàn tất và sau đó Đảng Cộng sản Trung Quốc bắt tay vào việc biến tài sản của giai cấp địa chủ cũ thành công sản do tập thể sở hữu thông qua các "hợp tác xã nông nghiệp".

### Ảnh hưởng kinh tế

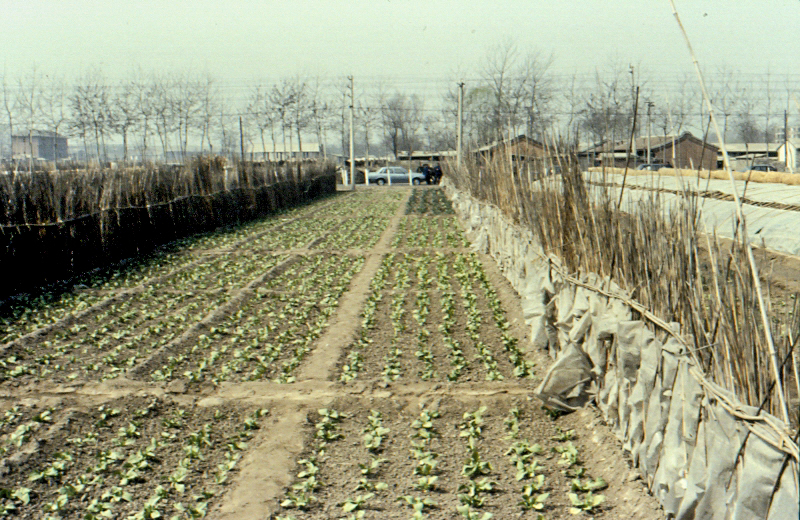
Một trang trại tập thể của công xã nhân dân.